# همایش طرف‌های متعهد

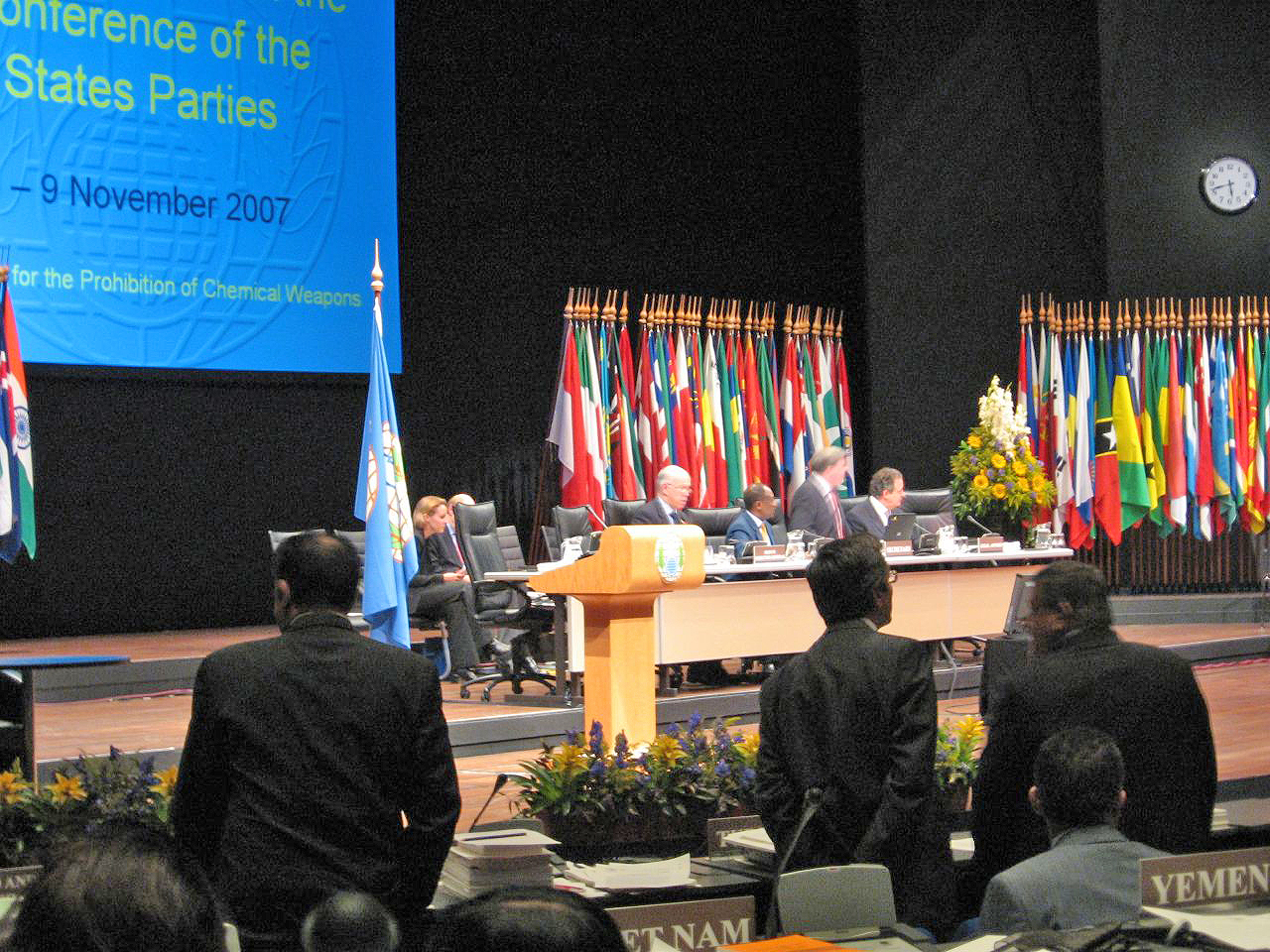
یک کنفرانس احزاب از کنوانسیون سلاح‌های شیمیایی در سال ۲۰۰۷

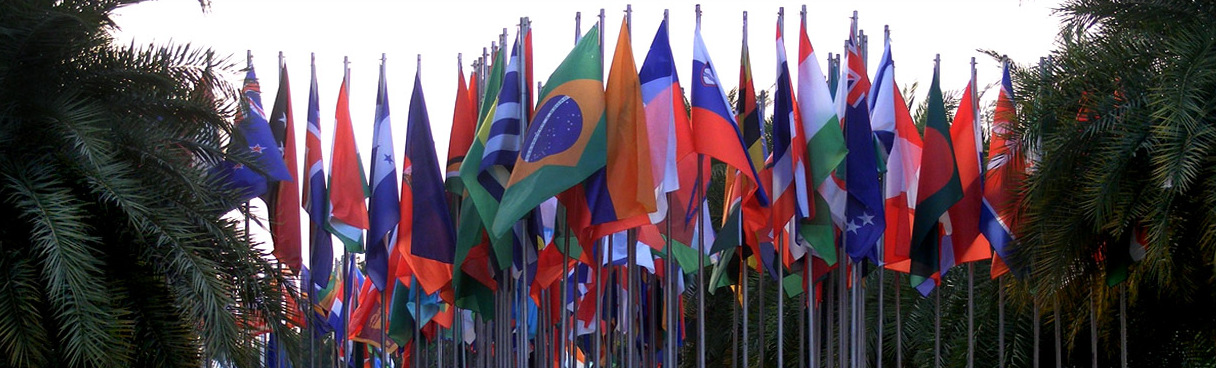
پرچم‌ها در سال ۲۰۱۲ حیدرآباد کنفرانس تنوع زیستی

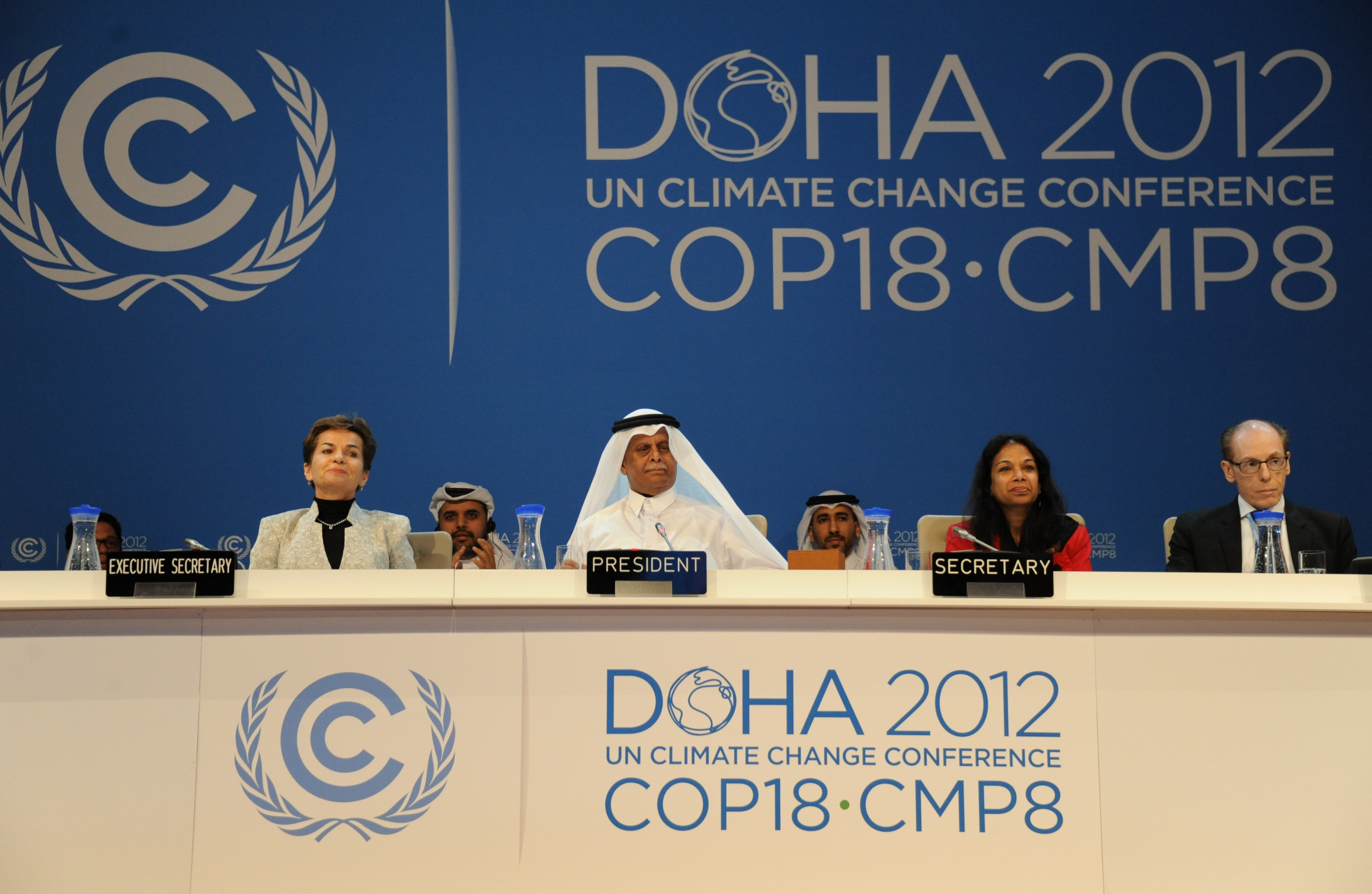
جلسه ۲۰۱۲ سازمان ملل متحد در کنفرانس تغییرات اقلیمی

کنفرانس طرفین (COP) یا کنفرانس کشورهای امضا کننده، کنفرانس سازمان ملل متحد برای تغییرات اقلیمی است. هدف از این کنفرانس بررسی و تصمیم‌گیری در موارد مرتبط با کنوانسیون‌های مرتبط با آب و هوا است.
کنوانسیون‌هایی که در صلاحیت این کنفرانس قرار دارند عبارتند از:
- چارچوب سازمان ملل متحد در کنوانسیون تغییر آب و هوا
  - سازمان ملل متحد در کنفرانس تغییرات اقلیمی[۱]
- کنوانسیون ملل متحد برای مبارزه با بیابان زایی
- کنوانسیون ملل متحد علیه فساد
- کنوانسیون حفاظت از گونه‌های مهاجر وحشی حیوانات
- کنوانسیون تجارت بین‌المللی گونه‌های در خطر انقراض گیاهان و جانوران وحشی
- کنوانسیون تنوع زیستی
  - ۲۰۱۲ حیدرآباد کنفرانس تنوع زیستی
- کنوانسیون رامسر
- کنوانسیون بازل
- کنوانسیون روتردام
- کنوانسیون استکهلم در آلاینده‌های آلی پایدار
- معاهده منع گسترش سلاح‌های هسته ای
- کنوانسیون سلاح‌های شیمیایی
- پروتکل کیوتو
- چارچوب WHO در کنوانسیون کنترل دخانیات